# Naturtheater Grötzingen

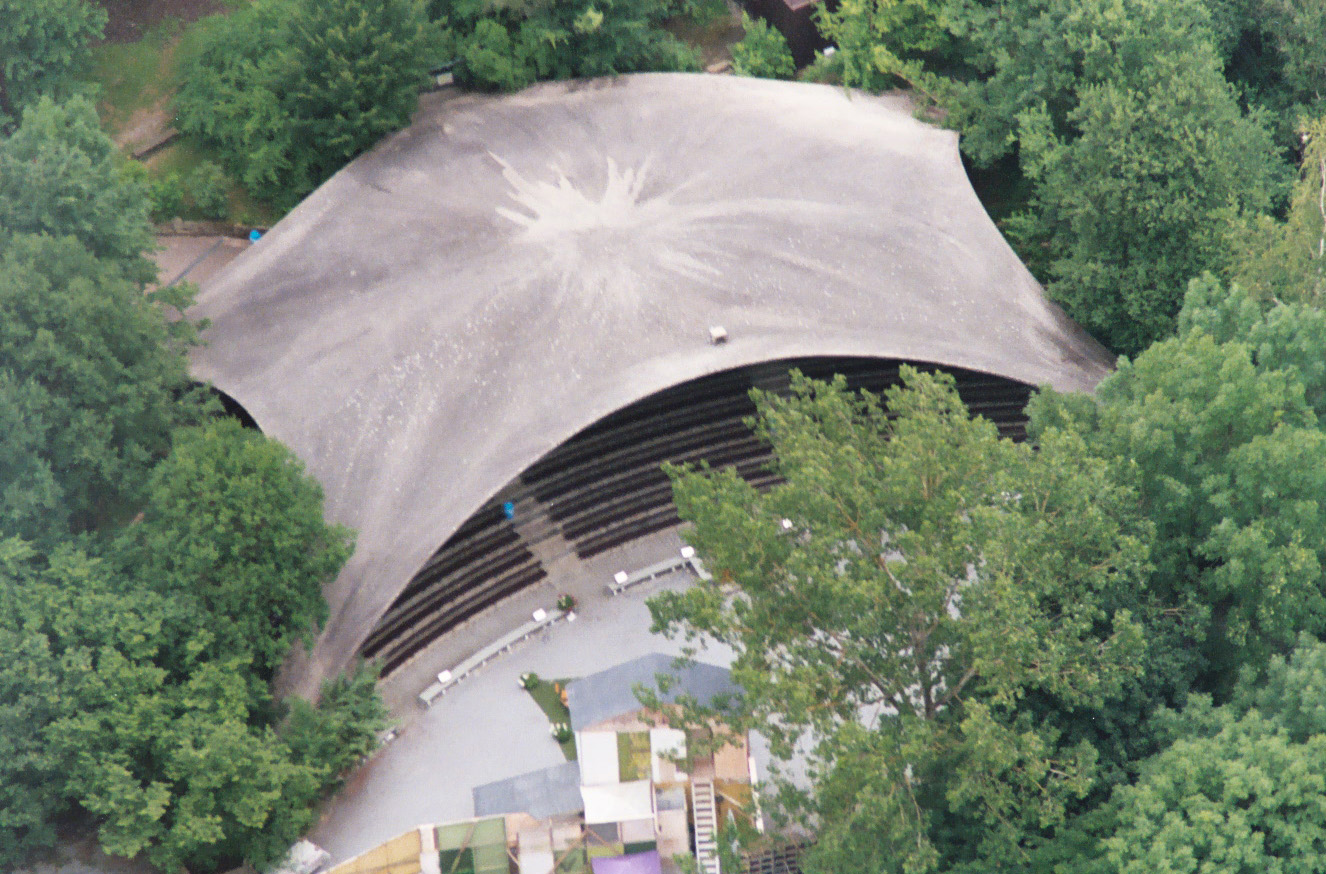
Naturtheater Grötzingen

Naturtheater Grötzingen es un teatro al aire libre en Grötzingen, Baden-Wurtemberg, Alemania. Es una carcasa de hormigón ahuecada construida en 1954 y tiene capacidad para 850 espectadores. Fue diseñado por el arquitecto Michael Balz y el ingeniero estructural Heinz Isler.